# Pierre Sylvain Abogo
Pierre Sylvain Abogo (ur. 18 lipca 1993) – kameruński piłkarz grający na pozycji bramkarza. Jest wychowankiem klubu Tonnerre Jaunde.

## Kariera klubowa
Od początku kariery Abogo jest związany z klubem Tonnerre Jaunde.

## Kariera reprezentacyjna
W 2015 roku Abogo został powołany do kadry Kamerunu na ten turniej. Był na nim trzecim bramkarzem i nie wystąpił ani razu.